# Wompou
Wompou este o comună din Regiunea Guidimakha, Mauritania, cu o populație de 9.859 locuitori.